# Santa Maria presso San Satiro

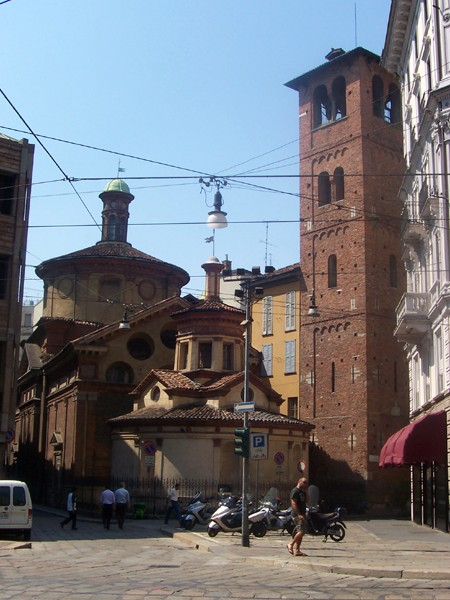
A bazilika

A Santa Maria presso San Satiro-bazilika Milánó egyik legszebb és legrégebbi temploma.

## Története
Eredetileg Ansperto érsek alapított ezen a helyen 876-ban egy kis bazilikát (Basilichetta), amelyet Ariberto d'Intimiano szentelt fel, 1036-ban. Mai reneszánsz formáit, a régi templom egyes részleteinek felhasználásával 1478 után alakították ki, Donato Bramante tervei szerint. A régi öthajós bazilikából lett a kereszthajó és Bramante ehhez építette hozzá a főhajót. A harangtorony némi bővítéssel és átalakítással ugyan, de román kori építményből maradt fenn. Ugyancsak a korábbi időszakból származik a Capella della Pietà (a tulajdonképpeni egykori Basilichetta), amelyet Bramante jelentősen átalakítva beépített az új templomba. 1871-ben restaurálták, aminek következtében jelentős
változtatásokat végeztek rajta.

## Leírása
A templom belseje Bramante festőművészeti-építészeti technikáinak köszönhetően sokkal nagyobbnak tűnik, mint kívülről. A szentély számára például nem tudtak helyet biztosítani, ezért ezt térillúziót keltő festett architektúrával helyettesítette. A bazilika T alaprajzú, háromhajós, széles kereszthajóval. Három, dongaboltozat fedi, és középen kis tornyocskával ellátott kupola koronázza. Az oldalhajók ívein és a kereszthajó két szárnyában szép fríz húzódik végig. A félgömb alakú kazettás díszítésű kupolaboltozat 1483-ból származik.
Az oltár freskója, Madonna a gyermek Jézussal, eredetileg a templom külsején volt és egyes vélemények szerint a 15. században az új templomot elsősorban azért építették át, hogy a remekmű fedél alá jusson. Legenda is fűződik hozzá: áthelyezése után valaki állítólag késsel megdobta és a kép vérezni kezdett. Emiatt hosszú időn keresztül zarándokhely volt. A kápolna kis területén 16 oszlopot, 3 egyszerű és nemes vonalú oltárt és 8 falfülkét tartalmaz. A 9. és 11. századi falrészleteken kívül az oszlopfők egy része is a 9. századból származik, a többi a 11. és a 15. században készült. A bejárattól jobbra egy 12. századi, bizánci freskó látható A térdeplő Madonna a gyermek Jézussal.